# Fabiano Eller
Fabiano Eller dos Santos (Linhares, 19 de novembro de 1977) é um ex-futebolista brasileiro que atuava como zagueiro ou lateral-esquerdo.

## Carreira
Começou a praticar futebol nas categorias de base do Linhares, time de sua cidade natal, no Espírito Santo.
Em 1996, profissionalizou-se pelo Vasco da Gama, jogando na lateral-esquerda, onde começou a destacar-se nacionalmente. Esteve presente nas conquistas de dois Campeonatos Brasileiros e de uma Copa Libertadores da América, além de um Campeonato Carioca, um Torneio Rio-São Paulo e uma Copa Mercosul, passando a jogar como volante.
Posteriormente, teve uma passagem menos brilhante pelo Palmeiras e, em 2003, chegou ao Flamengo. Jogando pelo rubro-negro, Fabiano conseguiu somar mais um título, o de campeão carioca de 2004. Além disso, a passagem pelo Flamengo marcou a mudança de posição do jogador, que deixou de ser volante e se tornou um zagueiro, tendo se destacado nessa posição. Logo em seguida, foi emprestado ao Al-Wakrah, do Catar.
Quando retornou ao Brasil, em 2005, passou a vestir a camisa do Fluminense. Lá conquistou o terceiro Campeonato Carioca de sua carreira. Então, em meados de 2005, foi vendido para o Trabzonspor, da Turquia.
Em 2006, defendeu o Internacional, quando participou das conquistas da Copa Libertadores da América e da Copa do Mundo de Clubes da FIFA. No início de 2007, porém, deixou o colorado gaúcho e foi jogar no clube espanhol do Atlético de Madrid. Após disputar por dois anos a La Liga (Campeonato Espanhol), acabou rescindindo com os Colchoneros e acertou sua volta ao futebol brasileiro em 2008, sendo contratado pelo Santos em junho.
Em agosto de 2009, após ficar um mês afastado do grupo, Fabiano rescindiu o contrato com o Peixe. O zagueiro assinou com o Internacional em 8 de agosto, e realizou sua reestreia pelo clube colorado contra o Goiás, numa goleada por 4–0.
No dia 22 de agosto de 2010, Fabiano Eller confirmou em entrevista que deixaria o clube colorado. Foi a segunda passagem do zagueiro pelo Beira-Rio, participando novamente da conquista de mais uma Libertadores pelo clube gaúcho. O jogador assinou com o Al-Ahli, do Catar. Em fevereiro de 2011, rescindiu seu contrato com o Al-Ahli.
Em 30 de novembro de 2011, Fabiano Eller anunciou sua volta para o Rio Grande do Sul, mas desta vez para defender o São José, de Porto Alegre.
No dia 9 de maio de 2012, o jogador foi apresentado como reforço do Brasil de Pelotas. Já no dia 10 de dezembro, foi apresentado no Audax Rio, visando às disputas do Campeonato Carioca da temporada seguinte.
Em dezembro de 2013, acertou com o Red Bull Brasil para a temporada 2014, quando era chamado Clube Atlético Bragantino.
Em abril de 2015, após se destacar no Red Bull Brasil, ajudando o time a se classificar na Série D, Fabiano foi anunciado como novo reforço do Náutico, chegando para a disputa da Série B. O jogador firmou-se como titular e xerife da zaga alvirrubra ao lado de Ronaldo Alves e, posteriormente, Rafael Pereira. Ao final do ano, os defensores titulares renovaram seus vínculos para a temporada 2016.

## Títulos
Linhares
- Campeonato Capixaba: 1995

Vasco da Gama
- Campeonato Brasileiro: 1997 e 2000
- Campeonato Carioca: 1998
- Copa Libertadores da América: 1998
- Torneio Rio-São Paulo: 1999
- Copa Mercosul: 2000

Flamengo
- Campeonato Carioca: 2004

Fluminense
- Campeonato Carioca: 2005

Internacional
- Copa Libertadores da América: 2006 e 2010
- Copa do Mundo de Clubes da FIFA: 2006

### Prêmios individuais
- Seleção do Campeonato Carioca: 2005[6]
- Seleção do Campeonato Brasileiro: 2006